# Diorama (album)
Pour les articles homonymes, voir Diorama (homonymie).
 (novembre 2017).
Si vous disposez d'ouvrages ou d'articles de référence ou si vous connaissez des sites web de qualité traitant du thème abordé ici, merci de compléter l'article en donnant les références utiles à sa vérifiabilité et en les liant à la section « Notes et références ».
Albums de Silverchair
The Best of: Volume 1
(2000) Rarities 1994–1999
(2002)
Singles
1. The Greatest View
Sortie : 28 janvier 2002
2. Without You
Sortie : 13 mai 2002
3. Luv Your Life
Sortie : 2 septembre 2002
4. After All These Years
Sortie : 1er décembre 2002
5. Across the Night
Sortie : 11 mars 2003

Diorama est le quatrième album du groupe de rock alternatif australien Silverchair, sorti en 2002 chez Eleven.
Il contient notamment les singles The Greatest View, Without You, Luv Your Life, Across The Night et After All These Years qui sortent — à l'exception du dernier, paru plus tard — en un coffret compilation, en édition limitée, intitulé The Diorama Box.
Le titre de l'album fait référence à « un monde dans un monde ».
Diorama obtient sa meilleure position dans les charts en Australie, passant 50 semaines classé dont une semaine en tant que no 1.
Cette popularité n'est pourtant pas égalée dans les autres pays où, même s'il entre dans les classements de 8 d'entre eux, il y reste classé moins de 10 semaines, n'atteignant pas le top 10. Il se place, cependant, en 7e position Nouvelle-Zélande.
L'album est certifié triple disque de platine en Australie, par l'ARIA (plus de 210 000 exemplaires vendus).

## Liste des titres
Toutes les chansons sont écrites et composées par Daniel Johns.
| 1.    | Across the Night          | 5:38 |
| 2.    | The Greatest View         | 4:05 |
| 3.    | Without You               | 5:18 |
| 4.    | World Upon Your Shoulders | 4:37 |
| 5.    | One Way Mule              | 4:15 |
| 6.    | Tuna in the Brine         | 5:40 |
| 7.    | Too Much of Not Enough    | 4:42 |
| 8.    | Luv Your Life             | 4:29 |
| 9.    | The Lever                 | 4:22 |
| 10.   | My Favourite Thing        | 4:14 |
| 11.   | After All These Years     | 3:44 |
|       | 'Piste cachée'            |      |
|       | Outro                     | 1:04 |
| 57:16 |                           |      |

Note : La piste 11 dure 3:44, est suivie d'un blanc, puis le titre, non listé, Outro (1:04) débute à 8:48.
| Vidéo bonus - Édition spéciale enhanced, Australie (Eleven, Virgin, 2002) | Vidéo bonus - Édition spéciale enhanced, Australie (Eleven, Virgin, 2002) | Vidéo bonus - Édition spéciale enhanced, Australie (Eleven, Virgin, 2002) | Vidéo bonus - Édition spéciale enhanced, Australie (Eleven, Virgin, 2002) | Vidéo bonus - Édition spéciale enhanced, Australie (Eleven, Virgin, 2002) | Vidéo bonus - Édition spéciale enhanced, Australie (Eleven, Virgin, 2002) | Vidéo bonus - Édition spéciale enhanced, Australie (Eleven, Virgin, 2002) | Vidéo bonus - Édition spéciale enhanced, Australie (Eleven, Virgin, 2002) | Vidéo bonus - Édition spéciale enhanced, Australie (Eleven, Virgin, 2002) | Vidéo bonus - Édition spéciale enhanced, Australie (Eleven, Virgin, 2002) |
| No                                                                        | Titre                                                                     | Durée                                                                     |                                                                           |                                                                           |                                                                           |                                                                           |                                                                           |                                                                           |                                                                           |
| ------------------------------------------------------------------------- | ------------------------------------------------------------------------- | ------------------------------------------------------------------------- | ------------------------------------------------------------------------- | ------------------------------------------------------------------------- | ------------------------------------------------------------------------- | ------------------------------------------------------------------------- | ------------------------------------------------------------------------- | ------------------------------------------------------------------------- | ------------------------------------------------------------------------- |
| 12.                                                                       | The Making Of Diorama                                                     | 10:17                                                                     |                                                                           |                                                                           |                                                                           |                                                                           |                                                                           |                                                                           |                                                                           |
| 67:33                                                                     |                                                                           |                                                                           |                                                                           |                                                                           |                                                                           |                                                                           |                                                                           |                                                                           |                                                                           |

### The Diorama Box
Le 1er décembre 2002, un coffret de quatre CD singles, en édition limitée, paraît sous le nom de The Diorama Box.
Il est composé des trois premiers singles (The Greatest View, Without You et Luv Your Life) extraits de l'album Diorama ainsi que d'un single exclusif, After All These Years.
The Diorama Box ne comprend pas le cinquième single de l'album, Across The Night, qui est publié à une date ultérieure.
Il inclut, cependant, 8 titres inédits qui n'apparaissent pas sur l'album dont des live, des remixes, des interviews et une vidéo.
| CD single 1 | CD single 1            | CD single 1 | CD single 1 | CD single 1 | CD single 1 | CD single 1 | CD single 1 | CD single 1 | CD single 1 |
| No          | Titre                  | Durée       |             |             |             |             |             |             |             |
| ----------- | ---------------------- | ----------- | ----------- | ----------- | ----------- | ----------- | ----------- | ----------- | ----------- |
| 1.          | The Greatest View      | 4:00        |             |             |             |             |             |             |             |
| 2.          | Pins in my Needles     | 3:09        |             |             |             |             |             |             |             |
| 3.          | Too Much of not Enough | 4:46        |             |             |             |             |             |             |             |
| 11:55       |                        |             |             |             |             |             |             |             |             |

| CD single 2 | CD single 2 | CD single 2 | CD single 2 | CD single 2 | CD single 2 | CD single 2 | CD single 2 | CD single 2 | CD single 2 |
| No          | Titre       | Durée       |             |             |             |             |             |             |             |
| ----------- | ----------- | ----------- | ----------- | ----------- | ----------- | ----------- | ----------- | ----------- | ----------- |
| 1.          | Without You | 4:18        |             |             |             |             |             |             |             |
| 2.          | Asylum      | 4:29        |             |             |             |             |             |             |             |
| 3.          | Hollywood   | 4:46        |             |             |             |             |             |             |             |
| 4.          | Ramble      | 4:08        |             |             |             |             |             |             |             |
| 17:41       |             |             |             |             |             |             |             |             |             |

| CD single 3 | CD single 3                              | CD single 3 | CD single 3 | CD single 3 | CD single 3 | CD single 3 | CD single 3 | CD single 3 | CD single 3 |
| No          | Titre                                    | Durée       |             |             |             |             |             |             |             |
| ----------- | ---------------------------------------- | ----------- | ----------- | ----------- | ----------- | ----------- | ----------- | ----------- | ----------- |
| 1.          | Luv Your Life                            | 4:12        |             |             |             |             |             |             |             |
| 2.          | The Greatest View (Live on Rove)         | 4:13        |             |             |             |             |             |             |             |
| 3.          | Without You (Live on Rove)               | 3:35        |             |             |             |             |             |             |             |
| 4.          | Rove Interview With Daniel Johns (Audio) | 9:21        |             |             |             |             |             |             |             |
|             | 'Vidéo'                                  |             |             |             |             |             |             |             |             |
|             | Rove Interview With Daniel Johns         | 9:21        |             |             |             |             |             |             |             |
| 21:21       |                                          |             |             |             |             |             |             |             |             |

| CD single 4 | CD single 4                             | CD single 4 | CD single 4 | CD single 4 | CD single 4 | CD single 4 | CD single 4 | CD single 4 | CD single 4 |
| No          | Titre                                   | Durée       |             |             |             |             |             |             |             |
| ----------- | --------------------------------------- | ----------- | ----------- | ----------- | ----------- | ----------- | ----------- | ----------- | ----------- |
| 1.          | After All These Years                   | 3:49        |             |             |             |             |             |             |             |
| 2.          | Across The Night (Van Dyke Premix)      | 5:36        |             |             |             |             |             |             |             |
| 3.          | Tuna In The Brine (Van Dyke Premix)     | 5:41        |             |             |             |             |             |             |             |
| 4.          | Silverchair Interviews & Track-By-Track | 15:33       |             |             |             |             |             |             |             |
| 30:39       |                                         |             |             |             |             |             |             |             |             |

## Crédits
| - Daniel Johns : chant, guitare, clavecin, piano - Chris Joannou : basse - Ben Gillies : batterie, percussions Invités - Jim Moginie : claviers, piano - Rob Woolf : orgue Hammond - Michele Rose : pedal steel guitar - Orchestre : Pro Musica Sydney - Phillip Hartl : chef d'orchestre - Coralie Hartl : premier violon - Paul McDermott : piano | - Production, Mixage : David Bottrill - Coproduction : Daniel Johns - Arrangements d'orchestre : Daniel Johns, Larry Muhoberac, Van Dyke Parks - Mastering : Bob Ludwig - Enregistrement : Anton Hagop - Ingénierie (additionnel) : Matt Lovell - Ingénierie (assistant) : Brian Paturalski, Nick Cervonaro, Paul Pilsneniks - Artwork, design : Daniel Johns, Darren Glindemann, John Watson, Melissa Chenery - Photographie : Adrienne Overall, Andrzej Liguz |